# Bansari (Bansari)
Bansari is een bestuurslaag in het regentschap Temanggung van de provincie Midden-Java, Indonesië. Bansari telt 4311 inwoners (volkstelling 2010).